# Sandrennnattern
Die Sandrennnattern (Psammophis) sind eine Gattung von Schlangen aus der Familie Psammophiidae, die in Afrika und Asien verbreitet ist.

## Merkmale
Die Sandrennnattern haben einen zylindrischen, schlanken Körper mit langem Schwanz. Die Subcaudalia sind in zwei Reihen angeordnet. Dorsal ist die Beschuppung an der Körpermitte in 11 bis 19 Reihen angeordnet. Die Ventralia (Bauchschuppen) sind rund. Der Kopf setzt sich vom Nacken ab. Die Augen sind mittelgroß bis groß mit runden Pupillen. Die Sandnattern haben zehn bis dreizehn Oberkieferzähne, wovon ein bis zwei mittlere deutlich größer ausfallen mit einem Zwischenraum davor und dahinter. Die hintersten beiden Zähne sind ebenfalls größer und zudem gerillt. Sie befinden sich unterhalb des hinteren Augenrands. Die vorderen Unterkieferzähne sind lang und die hinteren klein. Die kleinste Art der Gattung ist Psammophis angolensis mit einer Gesamtlänge von durchschnittlich 25 bis 30 cm und maximal etwa 50 cm.

## Lebensweise
Sandrennnattern sind nur schwach giftig und Bisse bei Menschen sind selten.
Schlangen aus der Familie Psammophiidae sind typischerweise tagaktiv, terrestrisch und bewegen sich schnell fort. Sie jagen aktiv ihre Beute. Zur Beute der meisten Arten zählen vor allem Echsen, einige Arten wie Psammophis notostictus ernähren sich aber auch zu ähnlichen Anteilen von kleinen Säugetieren. Sandrennnattern sind ovipar (eierlegend).

Sandrennnattern mit ihrer Beute
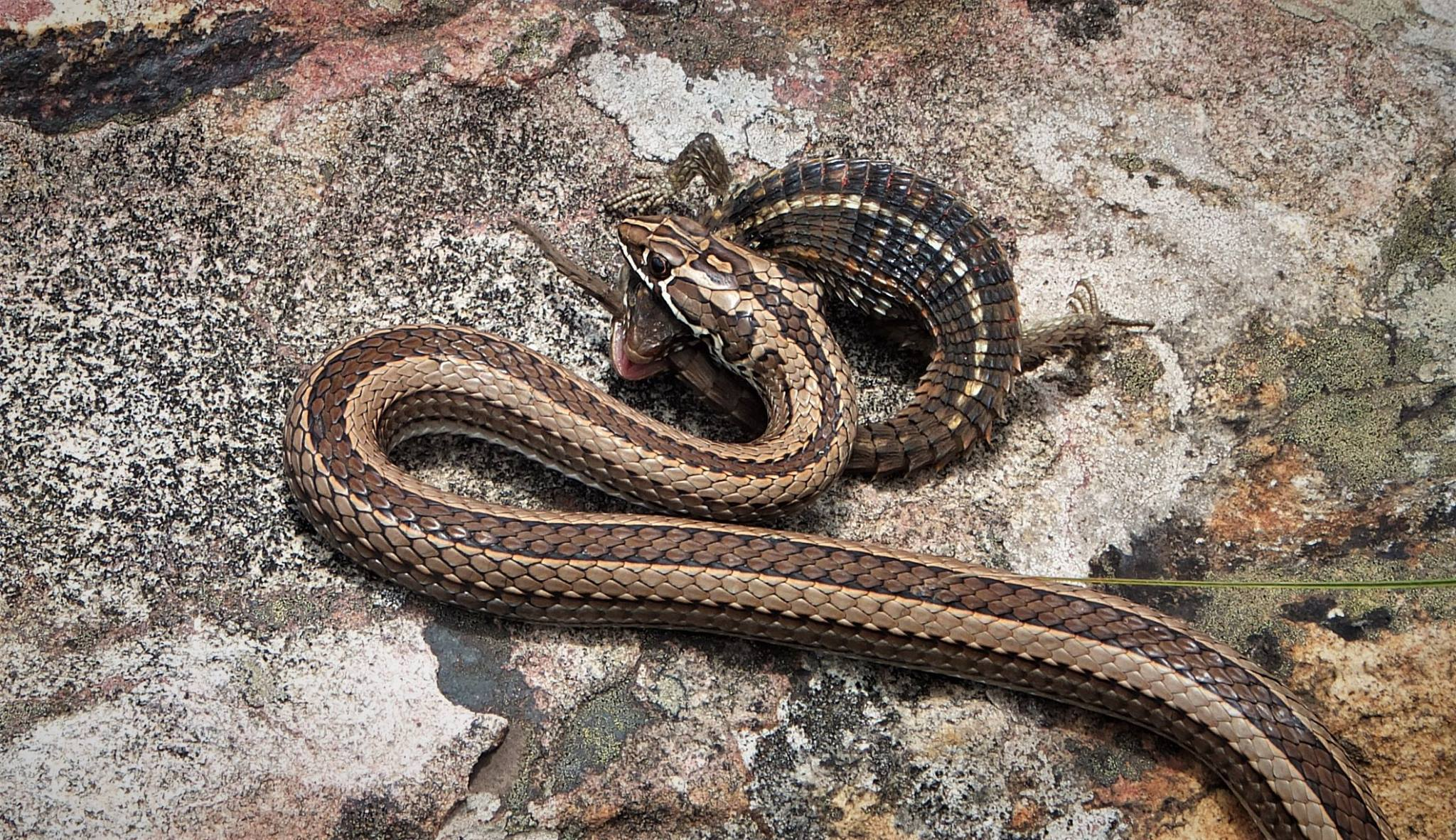
Quergebänderte Sandrennnatter (P. crucifer) mit Echse
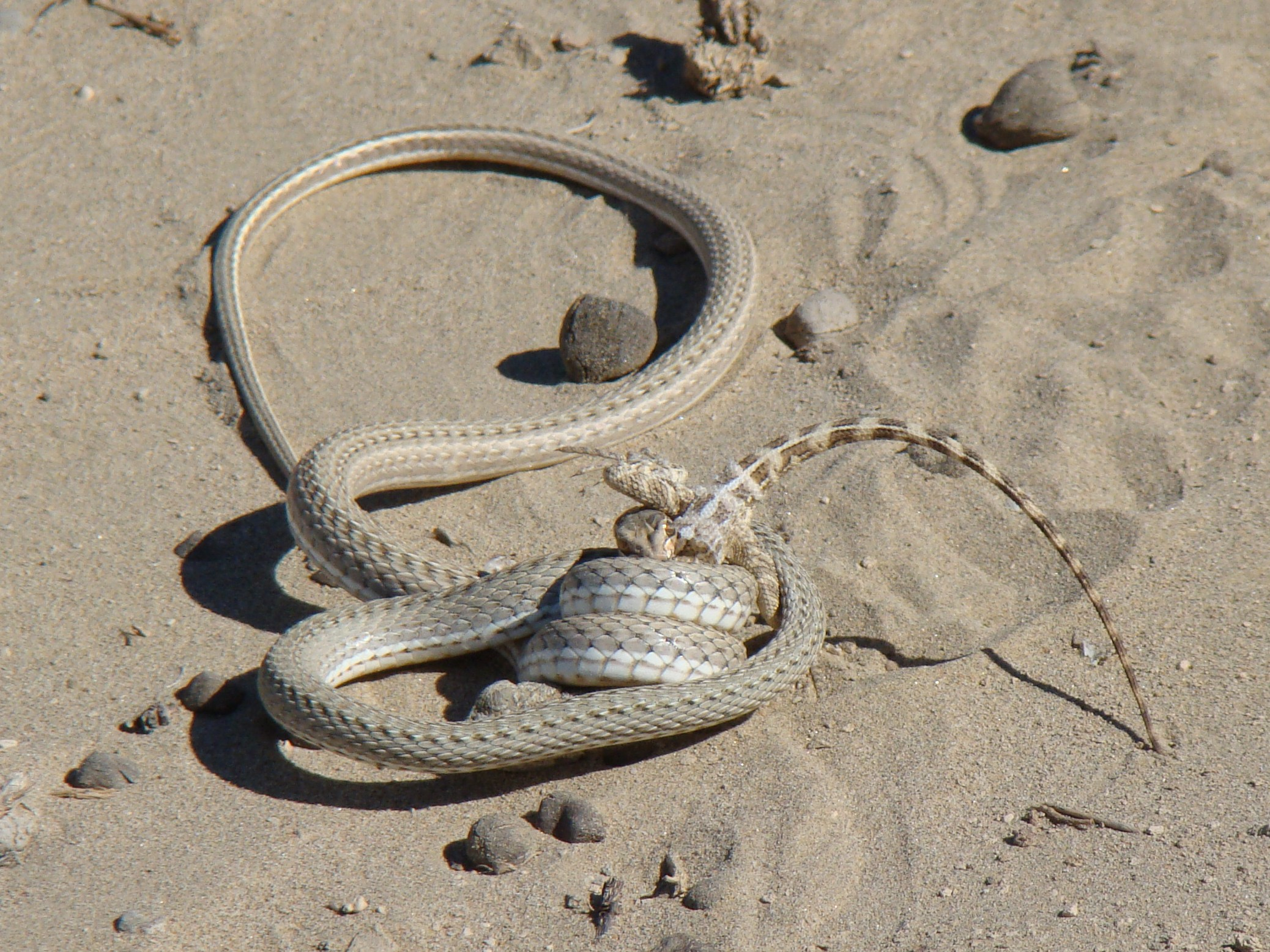
P. lineolatus mit junger Steppenagame
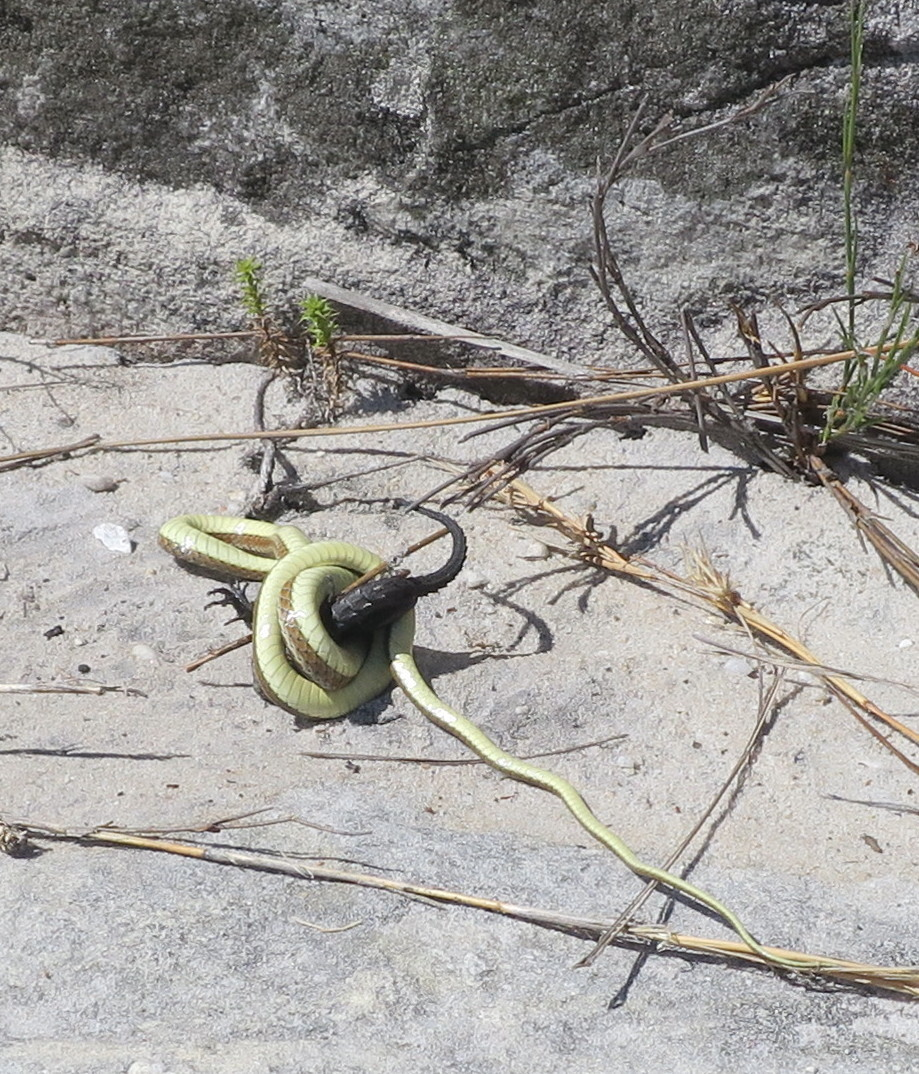
P. notostictus mit Echse
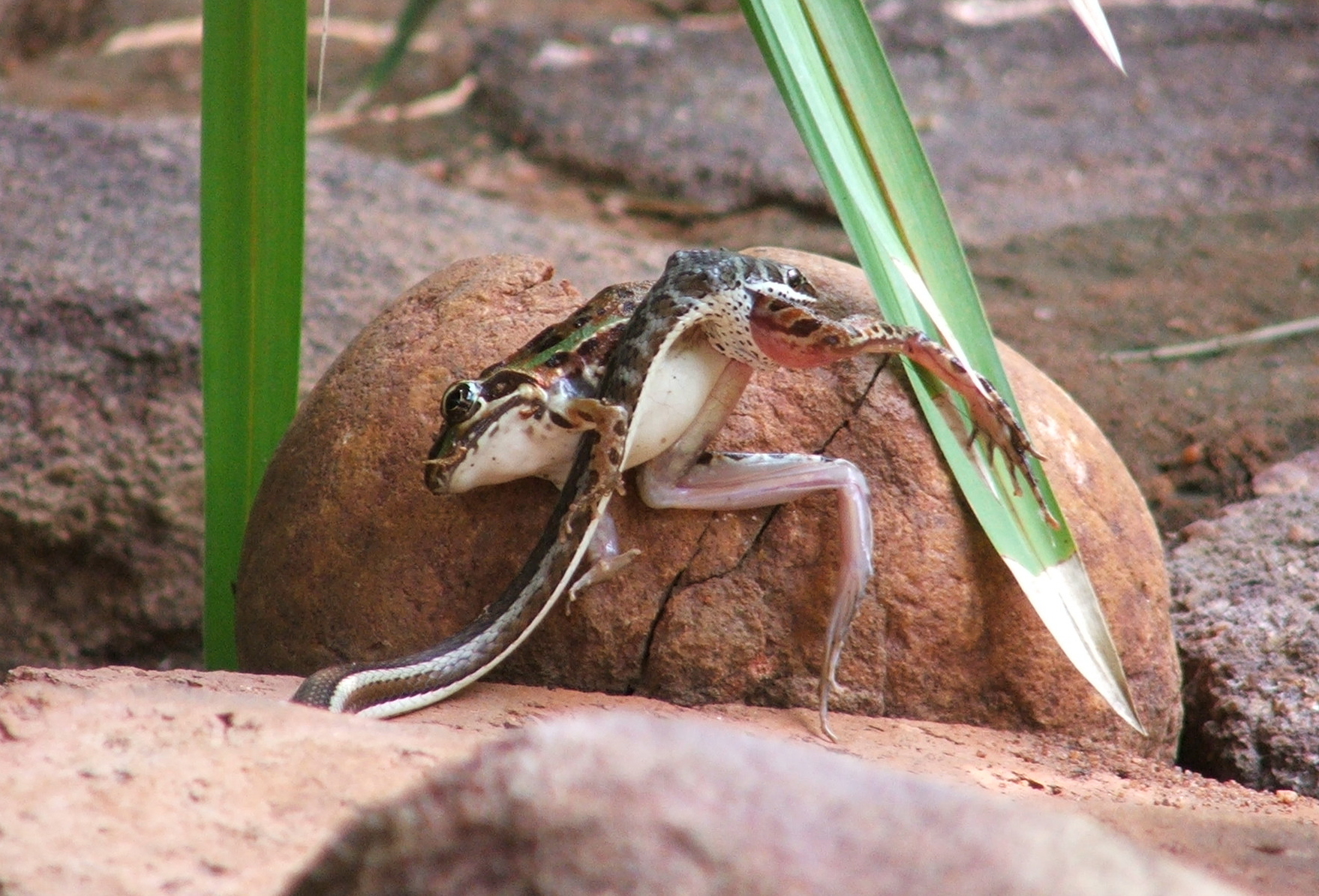
Gelbbauch-Sandrennnatter (P. subtaeniatus) mit Froschlurch

## Verbreitung und Gefährdung
Die meisten Arten der Gattung sind in Afrika verbreitet. Weitere finden sich auch in Asien, darunter Psammophis turpanensis in China, Psammophis longifrons in Indien und Psammophis lineolatus in Zentralasien, Pakistan, der Mongolei und Nordwest-China. In Europa wurde lediglich eine fossile Art (Psammophis odysseus) gefunden. Diese bewohnte die Iberische Halbinsel während des Miozäns.
Die IUCN stuft die Art Psammophis zambiensis als potentiell gefährdet (near threatened) ein. Die Art ist im Norden und Nordwesten Sambias sowie in der angrenzenden, ehemaligen Provinz Katanga der Demokratischen Republik Kongo verbreitet. 30 weitere Arten der Gattung wurden als nicht gefährdet (least concern) eingestuft. Noch ohne Einstufung sind die Arten P. afroccidentalis und P. turpanensis (Stand 2022).

## Systematik

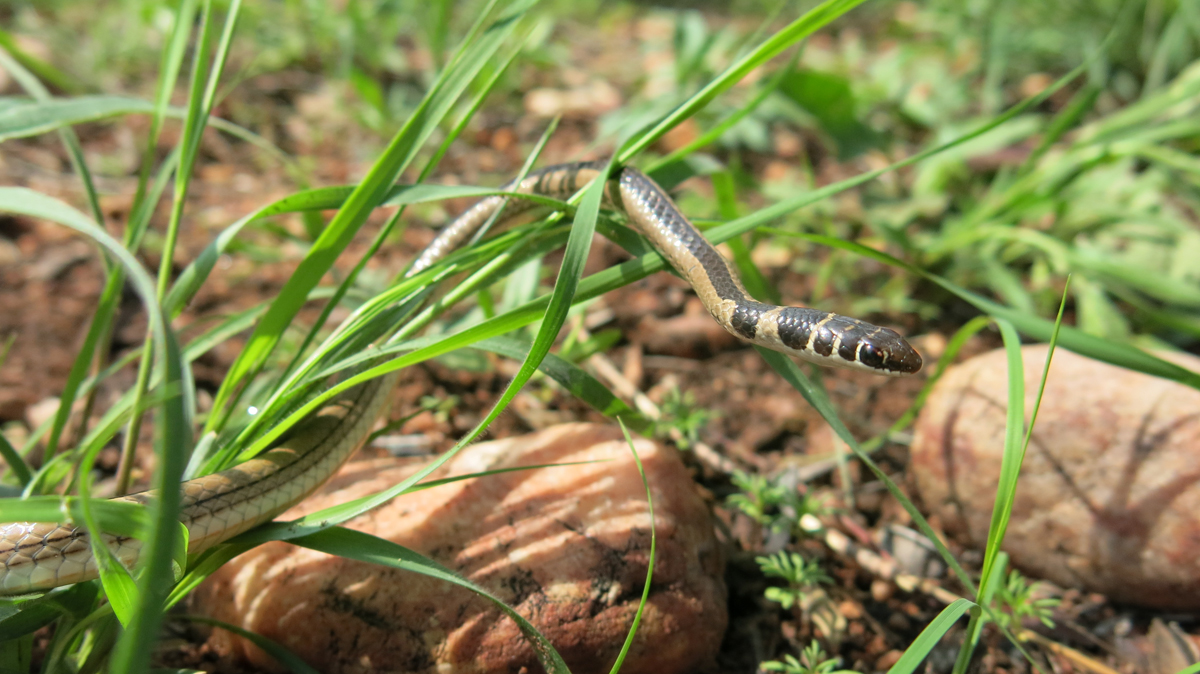
Psammophis angolensis ist die kleinste Art der Gattung

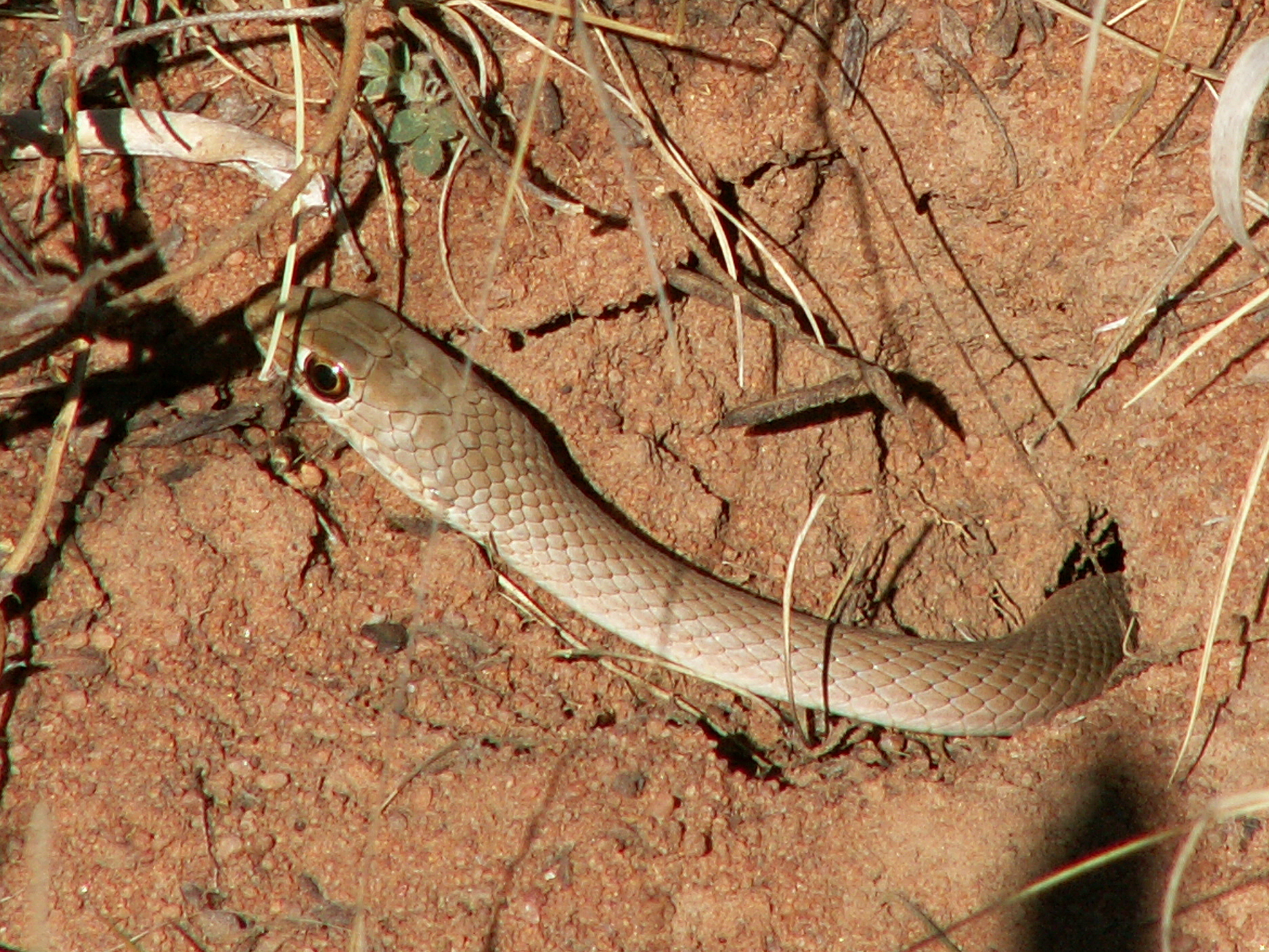
Psammophis brevirostris verlässt ein Erdloch

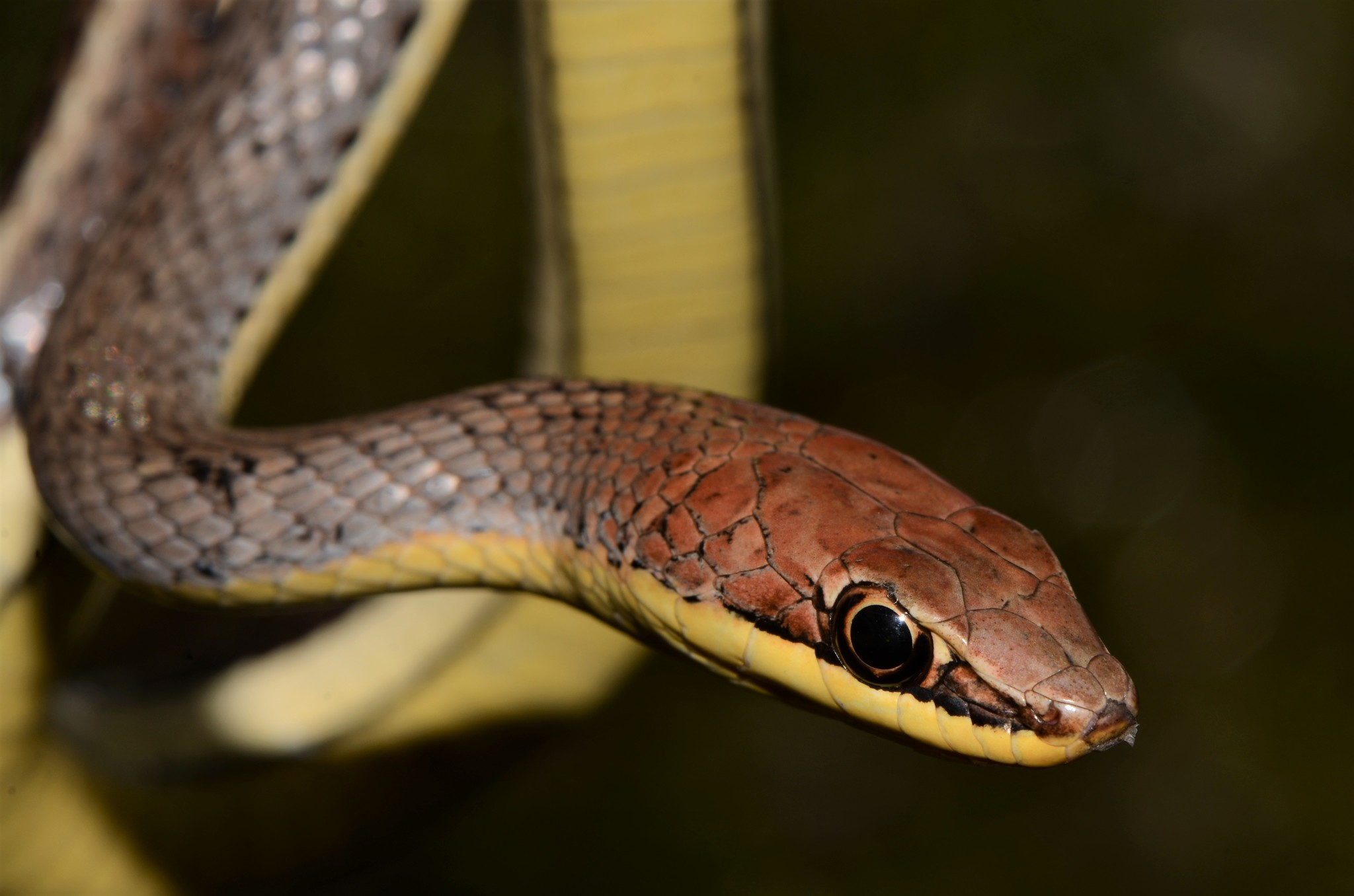
Östliche Sandrennnatter (P. orientalis)

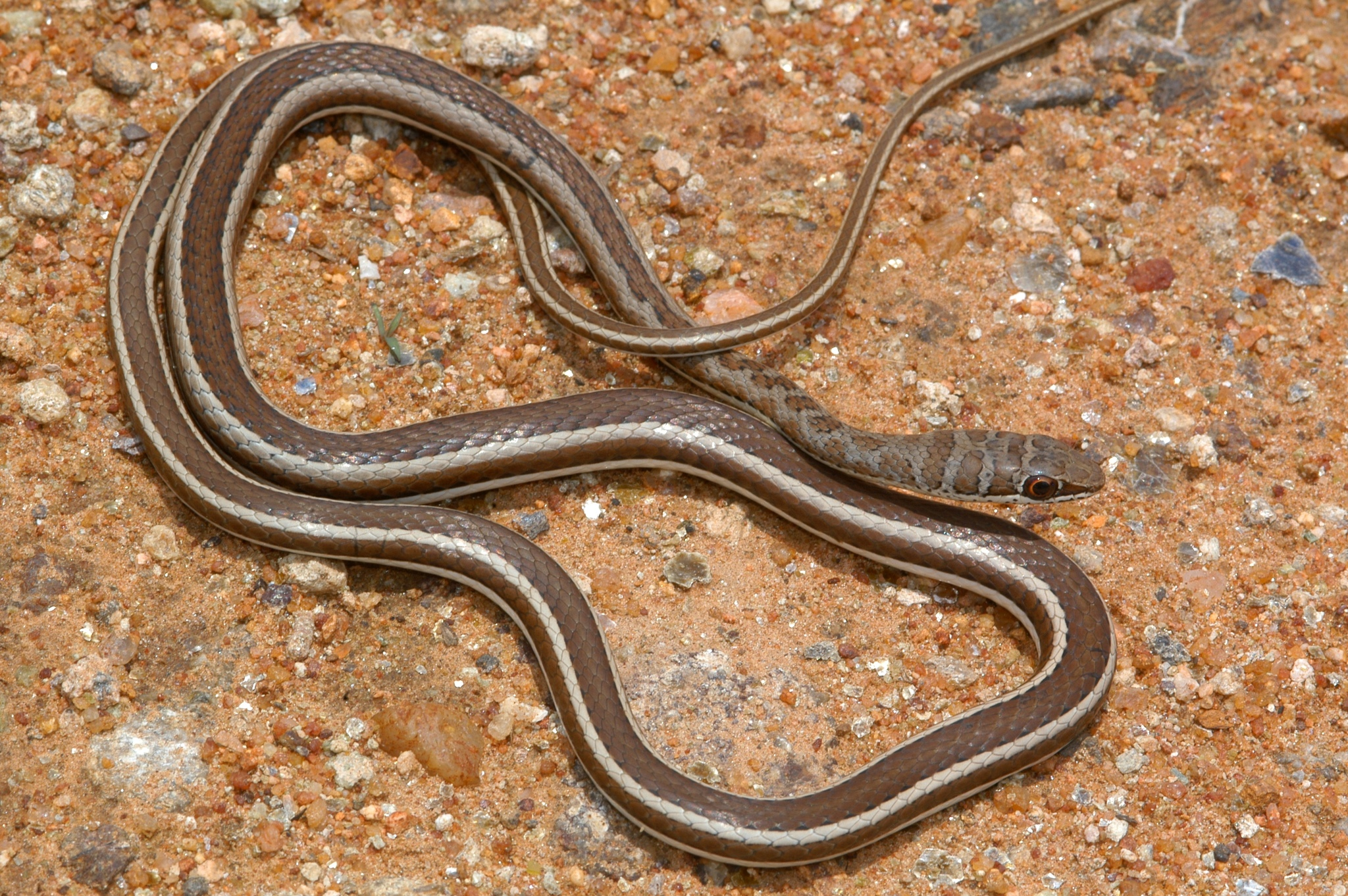
Gelbbauch-Sandrennnatter (P. subtaeniatus)

Die Gattung wurde 1826 wissenschaftlich erstbeschrieben. Die Typusart ist Coluber sibilans. Der Gattungsname setzt sich aus den griechischen Wörtern „psammos“ („Sand“) und „ophis“ („Schlange“) zusammen. Psammophis bedeutet somit „Sandschlange“. Die ehemalige Gattung Dromophis wurde 2008 mit Psammophis synonymisiert. Sie umfasste die Arten D. lineatus und D. praeornatus.
Innerhalb der Gattung der Sandrennnattern werden nach der Reptile Database 33 rezente Arten unterschieden (Stand Dezember 2022):
- Psammophis aegyptius Marx, 1958
- Psammophis afroccidentalis Trape, Böhme & Mediannikov, 2019 – Westafrikanische Sandrennnatter
- Psammophis angolensis (Bocage, 1872)
- Psammophis ansorgii Boulenger, 1905
- Psammophis biseriatus Peters, 1881
- Psammophis brevirostris Peters, 1881
- Psammophis condanarus (Merrem, 1820) – Sandrennnatter
- Psammophis crucifer (Daudin, 1803) – Quergebänderte Sandrennnatter
- Psammophis elegans (Shaw, 1802)
- Psammophis indochinensis Smith, 1943
- Psammophis jallae Peracca, 1896
- Psammophis leightoni Boulenger, 1902
- Psammophis leithii Günther, 1869
- Psammophis leopardinus Bocage, 1887 – Leoparden-Sandrennnatter
- Psammophis lineatus (Duméril, Bibron & Duméril, 1854) – Gestreifte Sumpfschlange
- Psammophis lineolatus (Brandt, 1838)
- Psammophis longifrons Boulenger, 1890
- Psammophis mossambicus Peters, 1882 – Olivenfarbige Sandrennnatter oder Mosambik-Sandrennnatter
- Psammophis notostictus Peters, 1867
- Psammophis orientalis Broadley, 1977 – Östliche Sandrennnatter
- Psammophis phillipsii (Hallowell, 1844) – Phillips-Sandrennnatter
- Psammophis praeornatus (Schlegel, 1837)
- Psammophis pulcher Boulenger, 1895
- Psammophis punctulatus Duméril, Bibron & Duméril, 1854
- Psammophis rukwae Broadley, 1966 – Rukwa-Sandrennnatter
- Psammophis schokari (Forskål, 1775) – Forskals Sandrennnatter
- Psammophis sibilans (Linnaeus, 1758) – Gestreifte Sandrennnatter oder Schmuck-Sandrennnatter
- Psammophis subtaeniatus Peters, 1882 – Gelbbauch-Sandrennnatter
- Psammophis sudanensis Werner, 1919 – Sudanesische Sandrennnatter
- Psammophis tanganicus Loveridge, 1940
- Psammophis trigrammus Günther, 1865
- Psammophis turpanensis Chen, Liu, Cai, Li, Wu & Guo, 2021
- Psammophis zambiensis Hughes & Wade, 2002

Darüber hinaus wurde eine fossile Art beschrieben:
- †Psammophis odysseus Georgalis, Szyndlar, 2022[9]